# Tom Waddell
Docteur Tom Waddell (né le 1er novembre 1937 et mort le 11 juillet 1987) est un sportif américain qui a participé aux jeux olympiques d'été de 1968. Il est le fondateur des Gay Games.

## Biographie
Tom Waddell lance les Gay Games en 1982 à San Francisco. Après sa participation aux jeux olympiques d'été de 1968, il souhaite créer une compétition pour « déconstruire les stéréotypes et lutter contre la haine envers les personnes LGBT+ ».